# Louis Antoine de Saint-Just

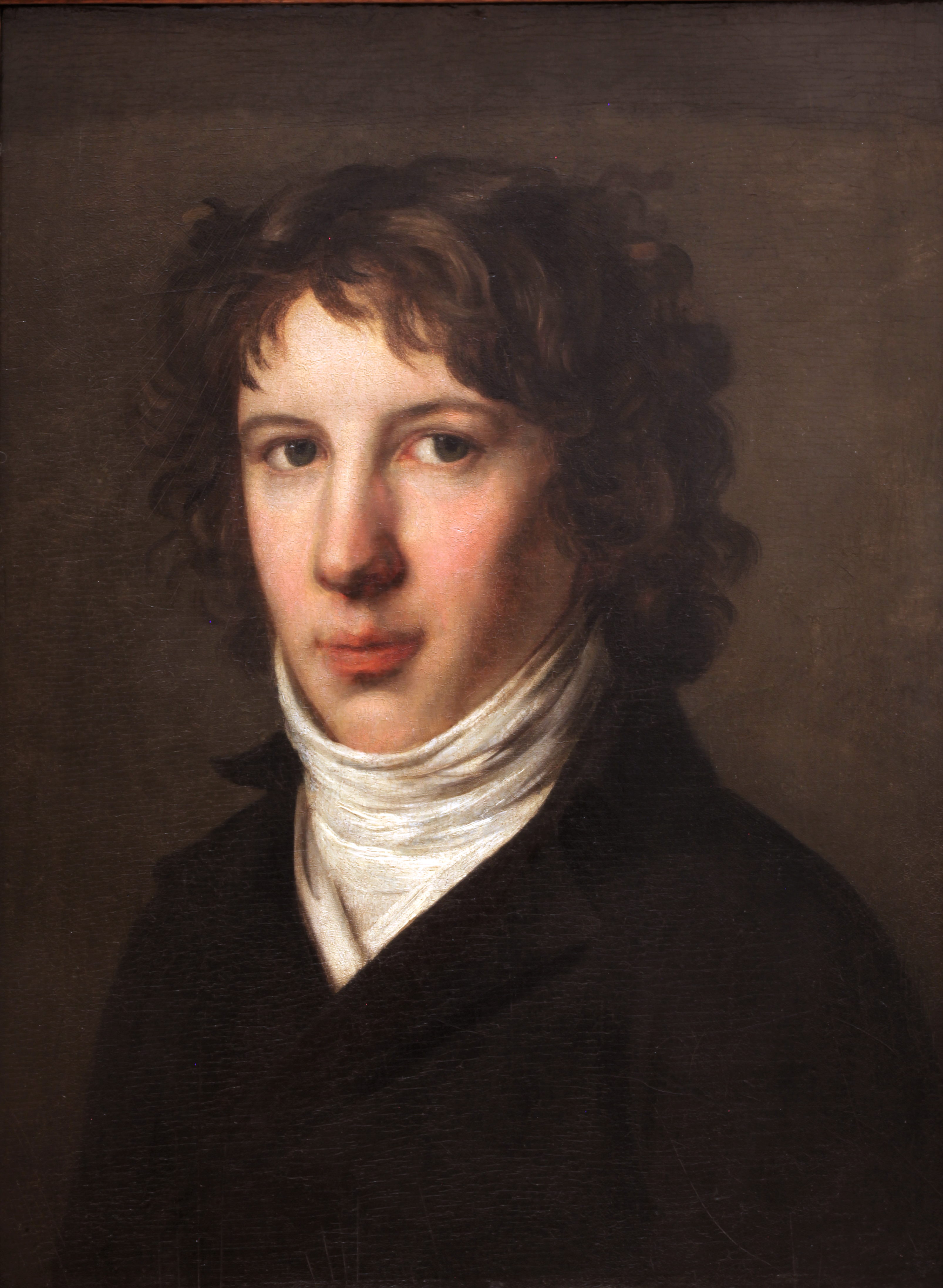
Louis Antoine Léon de Saint-Just
(1793), Pierre-Paul Prud'hon, Musée des Beaux-Arts

Louis Antoine Léon de Saint-Just (Decize, 25 augustus 1767 – Parijs, 28 juli 1794) was een Franse revolutionair. Hij was als politiek filosoof, lid en voorzitter van de Franse Nationale Conventie en Jacobijns leider een belangrijke figuur van de Franse Revolutie. Hij werkte nauw samen met Maximilien de Robespierre en Georges Couthon in het Committee voor Publieke Veiligheid. 
Saint-Just was actief als wetgever en was een van de opstellers van de Grondwet van 1793. Daarnaast was hij een effectief militair commissaris en heeft als zodanig bijgedragen aan de eerste successen van de Franse revolutionaire troepen. Hij is echter vooral bekend gebleven als het gezicht van het Terreurbewind en had als bijnaam 'de Aartsengel van de Terreur'. Hij speelde een belangrijke rol bij de arrestatie en executie van prominente revolutionaire leiders als Brissot, Hébert, Desmoullins en Danton. 
Het verzet tegen de Terreur leidde uiteindelijk tot de staatsgreep van 9 Thermidor (27 juli 1794). Saint-Just, Couthon en Robespierre werden gearresteerd en de volgende dag geëxecuteerd. 

## Jeugd
Saint-Just groeide op in de Nivernais als zoon van Léon Saint-Just, een cavalerieofficier, en de dochter van een welgestelde notaris. Hij werd ondergebracht bij een oom. In 1776 verhuisde de familie naar Blérancourt in Picardië, waar zijn vader na een jaar overleed. Het is niet erg duidelijk of Louis bij de oratorianen in Soissons op school ging. In 1786 liep hij van huis weg met het zilver van zijn moeder, die een lettre de cachet liet opstellen om hem naar een tuchthuis te sturen. Vervolgens zou Saint-Just rechten hebben gestudeerd in Reims. Daar zou hij zijn beïnvloed door het werk van Jean-Jacques Rousseau en hield zich onledig met het schrijven van gedichten. In mei 1789 publiceerde hij Organt, een episch gedicht over een paleiswacht,  waarin hij zich scherp uitliet tegen de adel en de katholieke Kerk. Saint-Just vluchtte naar Parijs om na de Bestorming van de Bastille terug te keren naar Blérancourt, waar hij in 1790 lid werd van de Nationale Garde. Hij publiceerde in 1791 "De l'esprit de la Révolution et de la constitution de France".

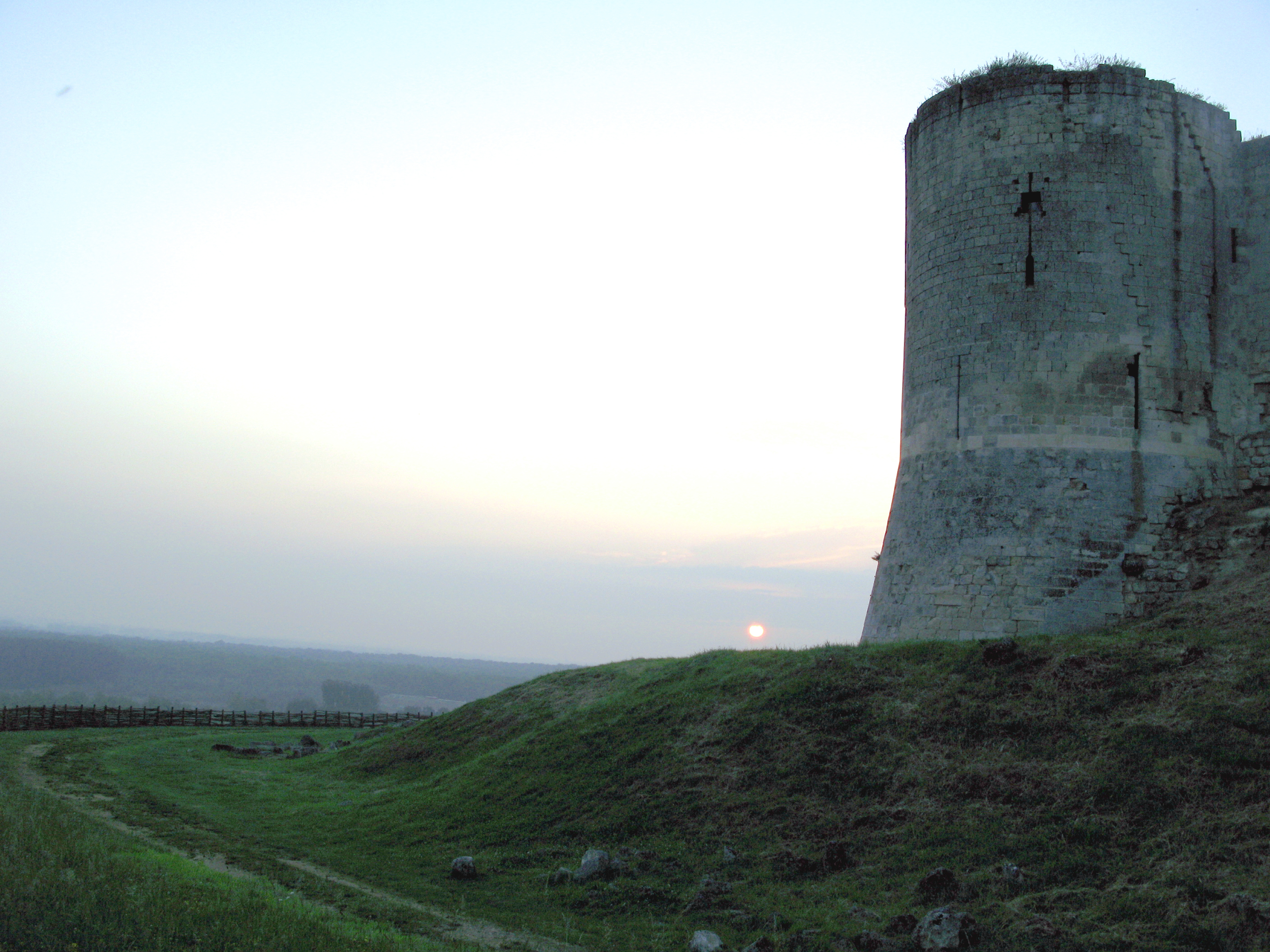
Saint-Just schreef in 1785 een monografie over Château Coucy, een belangrijk middeleeuws kasteel met een 50m hoge donjon

## Opkomst als revolutionair
Hij schreef een brief aan Robespierre die hem aan een aanstelling als afgevaardigde van Aisne hielp. Op 18 september 1792 kwam hij aan in Parijs. Hij vond aansluiting bij de jakobijnen, waar hij opviel door zijn revolutionaire denkbeelden. Op 13 november werd Saint-Just benoemd als jongste lid van de Nationale Conventie. Zijn debuutrede over een mogelijke veroordeling van de koning, vol briljante formuleringen en politieke drogredenen maakte diepe indruk. Saint-Just verwierp een proces tegen koning Lodewijk XVI. Hij zou niet als burger, maar als een vijand moeten worden veroordeeld. Op 3 december 1792 nam Robespierre het standpunt van Saint-Just over. De toespraken van Saint-Just waren krachtiger dan die van Robespierre, met abrupte wendingen en pakkende zinnen.
In het voorjaar van 1793 werd de financiële crisis steeds erger en Saint-Just pleitte op te houden met de uitgifte van assignaten. Men sloeg zijn raad in de wind.

## Comité de salut public
In mei of juni 1793 werd hij lid van het Comité de salut public. Als zodanig vormde hij samen met Robespierre en Georges Couthon een driemanschap, dat de uitvoerende macht in Frankrijk in handen had. Hij was verantwoordelijk voor de val van de girondijnen in juni 1793 en in de daarop volgende maanden voor de terdoodveroordeling van Jacques Pierre Brissot.
Saint-Just en de prominente Jacobijn Georges Danton namen zitting in een comité, dat op 10 juni een reeks van amendementen op de grondwet van 1791 behandelde. Op 24 juni werd een voorstel ingediend voor een nieuwe Franse grondwet (1793). Het was van groot belang de departementen mee te krijgen door ze gerust te stellen en door de vrees voor een dictatuur van de Parijse Sansculotten weg te nemen. Vanwege de oorlog en binnenlandse opstanden hebben Danton en Saint-Just op 10 oktober 1793 de opschorting van de Grondwet en een revolutionaire regering afgekondigd ondanks aandringen van het volk. Hij pleitte ervoor dat iedere burger in het openbaar zou moeten verklaren wie zijn vrienden zijn.  Het uitvoerend comité verklaarde zich op die dag voor revolutionair bewind totdat er vrede zou heersen. De ministers, generaals, bestuurslichamen werden onder het gezag van het Comité van Algemeen Welzijn geplaatst.
Inmiddels was Frankrijk in oorlog. Saint-Just en Philippe Le Bas werden als legercommissarissen naar de Elzas gestuurd. Saint-Just bezat een blanco volmacht. Hij bleek een effectief militair commissaris en heeft als zodanig bijgedragen aan de eerste successen van de Franse revolutionaire troepen.

## Terreur
In november 1793 werd hij gekozen als president van de Conventie. Saint-Just hield zich in het voorjaar 1794 intensief bezig met militaire zaken en vaardigde een aantal decreten uit. Generaals hadden de keuze: winnen of naar de guillotine. In mei en juni 1794 zorgde de aanwezigheid van Saint-Just als representant bij het noordelijke leger voor overwinningen van Jean-Baptiste Jourdan bij Charleroi en Fleurus.
Hij was in 1794 medeverantwoordelijk voor de veroordeling van Jacques-René Hébert, Camille Desmoulins en zijn vrouw Lucile, en Georges Danton. Saint-Just presenteerde Danton als verrader, knecht van de in diskrediet geraakte Mirabeau en handlanger van generaal Dumouriez, die naar de Oostenrijkers was overgelopen.
Inmiddels ging een golf van terreur door de Parijse secties; de vergeldingsdrang bereikte een hoogtepunt. Een alom aanwezige sfeer van achterdocht vergiftigde de factiestrijd en maakte dat de onderlinge haat hoog oplaaide.

## Thermodoriaanse reactie
Het driemanschap Robespierre, Couthon en Saint-Just kwam geïsoleerd te staan. Volgens de historicus Albert Soboul hadden zij zich te veel vereenzelvigd met de Sansculotten. Saint-Just verklaarde dat de revolutie was bevroren of vastgelopen en was bereid een compromis te sluiten, maar verklaarde dat hij niet verder wilde zonder Robespierre, die eind juni het comité had verlaten.
Het kwam tot een handgemeen in de Conventie en Lazare Carnot, ook lid van het Comité de salut public, greep in. Wat volgde staat bekend als de machtsgreep van 9 Thermidor II (27 juli 1794). Saint-Just werd samen met Robespierre en Couthon gevangengenomen in de Conventie en naar buiten gesleept door de gendarmes. Mogelijk zijn de gevangenen uit de Conciergerie bevrijd door de Parijse Commune en overgebracht naar het stadhuis van Parijs. In de nacht trok Paul Barras op naar het stadhuis. Robespierre schoot zich een kogel door de mond of werd getroffen door een kogel; hij was gewond aan zijn kaak en  niet meer in staat om te spreken. Zijn broer, Augustin de Robespierre, die zich eerder die dag vrijwillig had aangegeven, sprong uit het raam en brak zijn beide benen op een berg afval. De kreupele Couthon viel volgens sommigen van de trap. De onverstoorbare Saint-Just speelde met zijn pistool, alsof hij de hand aan zichzelf wilde slaan.
De volgende middag werden 24 personen, waaronder Saint-Just, zonder vorm van proces veroordeeld tot de guillotine. De kar met de veroordeelden werd drie uur lang  in een carnavaleske sfeer door de stad gereden. Saint-Just was de enige die in de vooravond op eigen kracht het schavot opklom.

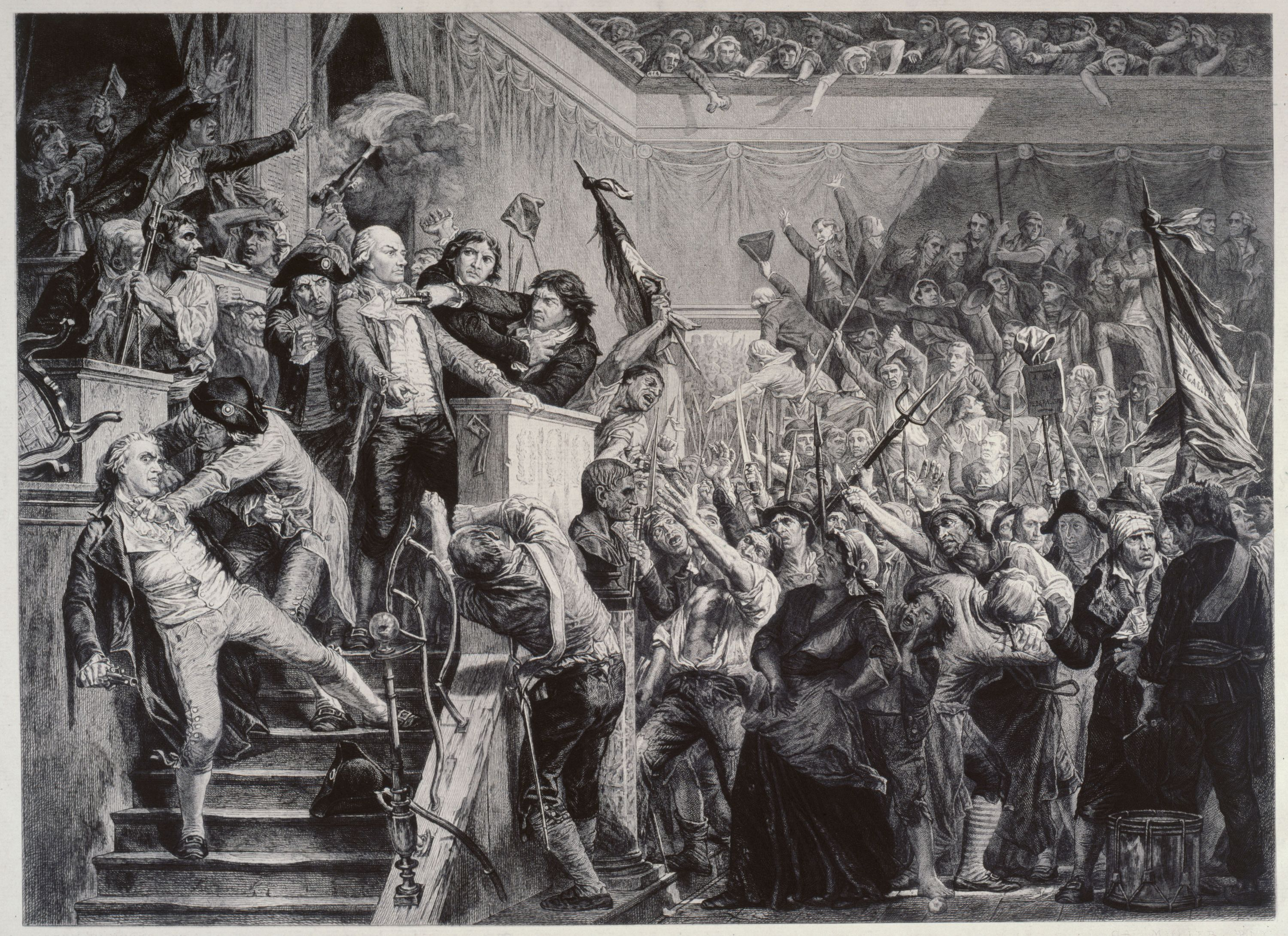
Handgemeen in de Conventie op de 8e Thermidor Gravure van schilderij van Charles-Louis-Lucien Müller, Musée Carnavalet
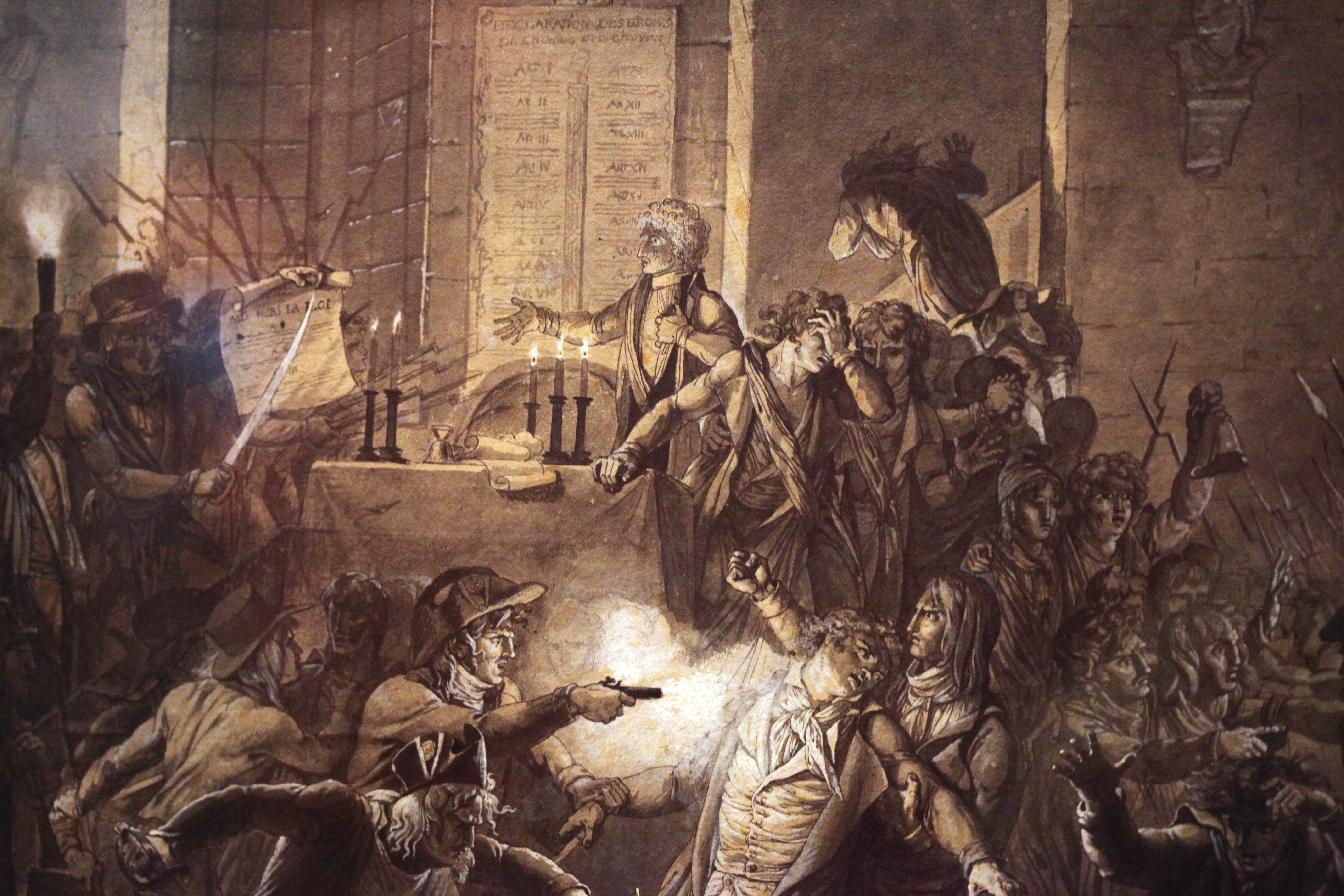
De nachtelijke arrestatie van Robespierre in het stadhuis van Parijs (ca. 1795-1796), Fulchran-Jean Harriet, BnF
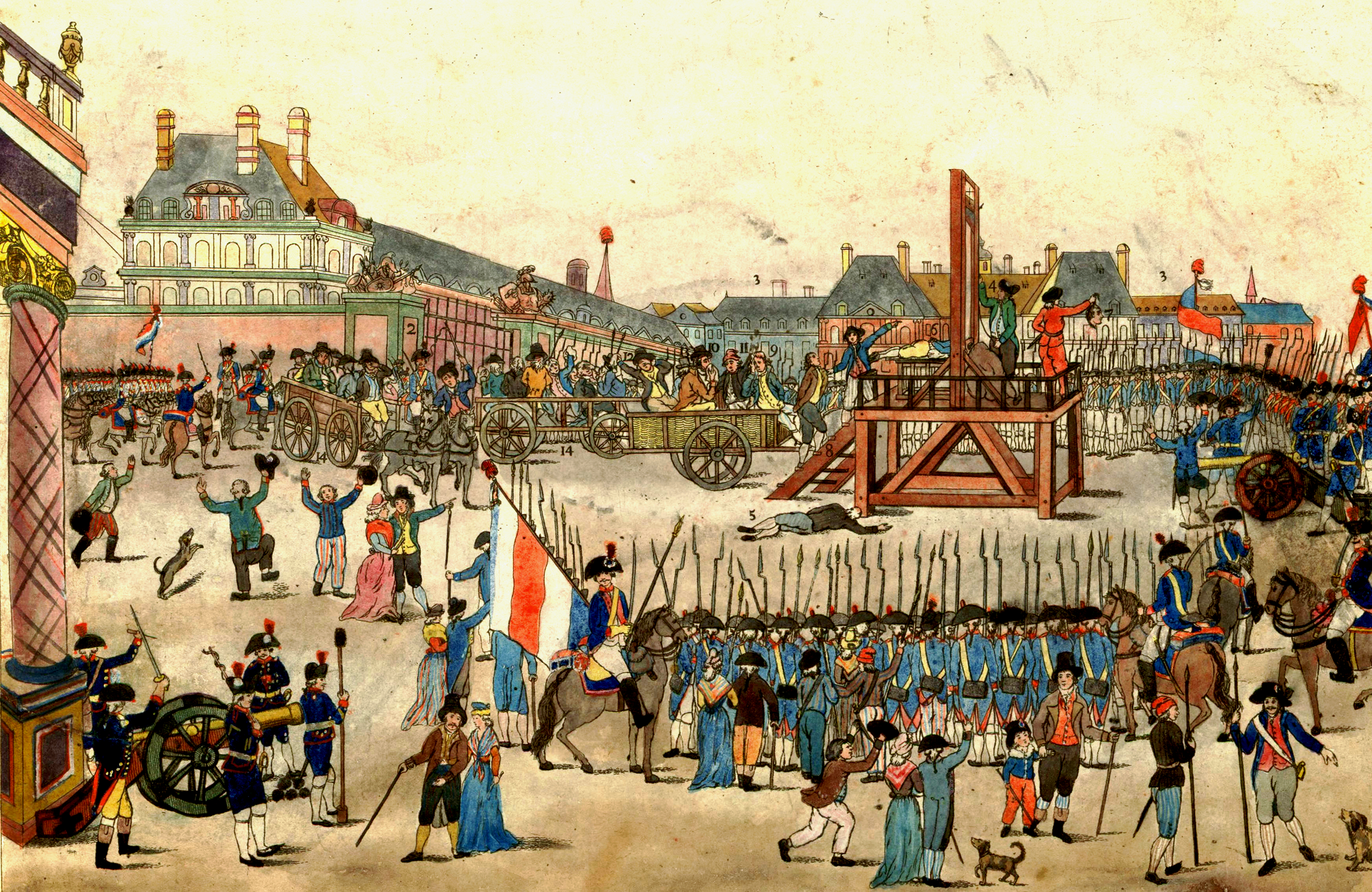
De executie van Robespierre en zijn volgelingen, inclusief Saint-Just op 28 juli 1794